# Теодорос Парастатидис
Теодорос Сократи Парастатидис (на гръцки: Θεόδωρος Σωκράτη Παραστατίδης) е гръцки политик от Общогръцкото социалистическо движение (ПАСОК).

## Биография
Теодорос Парастатидис е роден на 21 януари 1952 година в кукушкото село Постолар, Гърция. От септември 1996 година до декември 2002 година е номарх на ном Кукуш. Избран е от Кукуш за депутат от ПАСОК на изборите в 2009 година и като независим депутат на изборите от 17 юни 2012 година. В 2013 година напуска ПАСОК и на двата избора през 2015 година е избран за депутат от Коалицията на радикалната левиция (СИРИЗА).